# Біатлон на зимових Паралімпійських іграх 2014
Змагання з біатлону на зимових Паралімпійських іграх 2014 року проходили у Комплексі для змагань з лижних перегонів та біатлону «Лаура» у Сочі 8, 11 та 14 березня 2014 року. Було розіграно 18 комплектів нагород.

## Класифікація спортсменів
Паралімпійські біатлоністи можуть мати такі типи порушень: порушення м'язової сили, атетоз, порушення рухового діапазону, гіпертонія, порушення кінцівок, атаксія, різниця у довжині ніг, порушення зору.

Біатлоністи об'єднані у декілька класів, у залежності обмеження рухливості, що викликають їх порушення.

### Спортивні класи LW 2-9: стоячі лижники
Лижники з порушеннями нижніх кінцівок:
- LW 2: порушення зачіпає одну ногу, наприклад ампутація вище коліна. Вони використовуватимуть протези і лижні з двома лижами.
- LW 3: порушення обох ніг, такі як м'язова слабкість обох ніг.
- LW 4: порушення в нижніх частинах кінцівок, але з меншим впливом ніж у LW 2. Типовими прикладами є ампутації вище щиколотки або втрата м'язового контролю однієї ноги.

Лижники з порушеннями верхніх кінцівок:
- LW 5/7: порушення обох кінцівок, що не дозволяє лижнику використовувати лижні палиці. Лижники, наприклад, не будуть мати рук.
- LW 6: істотне порушення однієї руки, наприклад ампутація вище ліктя. Порушена рука буде закріплена на тілі спортсмена і він не зможе використовувати її під час гонки. З іншого боку, він буде використовувати палицю.
- LW 8: помірне порушення однієї руки. Спортсмени, наприклад, не можуть згинати руку у лікті або ворушити пальцями на ній або вони мають ампутацію нижче ліктя. Вони будуть використовувати лише одну палицю.

Лижники із комбінованими порушеннями верхніх і нижніх кінцівок:
- LW 9: порушення рук і ніг. Деякі лижники мають несуттєві порушення усіх кінцівок. Інші мають ампутації, що впливають на одну руку і на одну ногу. В залежності від їх здібностей, вони будуть використовувати одну або дві лижні палиці.

### Спортивні класи LW 10-12: сидячі лижники
Усі сидячі лижники мають порушення нижніх кінцівок. Вони поділяються на різні класи в залежності від контролю над тулубом, що є дуже важливим для прискорення і балансування при гонці.
- LW 10: порушення, що обмежують функції тулуба і ніг. Вони були б не в змозі сидіти без допомоги рук, наприклад у результаті параплегії.
- LW 10.5: обмеження у контролі над тулубом, але здатність тримати баланс, коли не рухаються боком.
- LW 11: порушення ноги і контролю над тулубом, яке дозволяє тримати баланс навіть при бічному русі.
- LW 11.5: близьке до нормального порушення контролю над тулубом.
- LW 12: порушення, схожі з LW 2-4: порушення ніг, однак нормальний контроль над тулубом. Вони мають право змагатись стоячи або сидячи і обирати бажаний тип катання на першій Класифікації.

### Спортивні класи B1-3: лижники з порушеннями зору
- B1: сліпі або мають дуже низьку гостроту зору. Під час гонки вони носять пов'язки.
- B2: вища гострота зору ніж у B1. Також спортсмени з кутом поля зору менше ніж 10° у діаметрі.
- B3: значне погіршення зору. Спортсмени мають обмежене поле зору, менше за 40° у діаметрі або низьку гостроту зору.

Для лижників B1 змагання з напарником без порушень зору є обов'язковим. Лижники B2-3 можуть обирати гонку з напарником чи самостійно. Напарник тримається поруч із лижником і усно інформує його про специфіку маршруту: повороти, ухили, пониження. Спортсмени стріляють у ціль за звуковим сигналом.

## Змагання
Програма змагань включає 12 видів, 6 для чоловіків і 6 для жінок. Змагання поділяються на три категорії: стоячи, сидячи і з порушенням зору. Стоячі спортсмени — ті, які мають порушення руху, однак можуть використовувати те ж обладнання, що і звичайні біатлоністи, у той час як сидячі спортсмени використовують sitski (спеціальні сані на двох лижах). Лижники з порушеннями зору змагаються разом з напарником без порушення зору, що направляє спортсмена. Така пара вважається однією командою і медалі присуджують обом лижникам.

### Чоловіки
- Гонка переслідування
  - Стоячи
  - Сидячи
  - З порушеннями зору
- Одиночна гонка 12,5 км
  - Стоячи
  - Сидячи
  - З порушеннями зору

### Жінки
- Гонка переслідування
  - Стоячи
  - Сидячи
  - З порушеннями зору
- Одиночна гонка 12,5 км
  - Стоячи
  - З порушеннями зору
- Одиночна гонка 10 км
  - Сидячи

## Результати

### Чоловіки
| Дисциплина             | Золото                                            | Срібло                                                    | Бронза                                                                                                |
| 7,5 км, сидячи         | Роман Пєтушков · Росія                            | Максим Яровий · Україна                                   | Кодзо Кубо · Японія                                                                                   |
| 7,5 км, стоячи         | Владислав Лекомцев · Росія                        | Марк Арендс · Канада                                      | Азат Карачурін · Росія                                                                                |
| 7,5 км, з вадами зору  | Віталій Лук'яненко · гайд — Борис Бабар · Україна | Микола Полухін · гайд — Андрій Токарев · Росія            | Василь Шапциабой · гайд — Михайло Лебедєв · Білорусь                                                  |
| 12,5 км, сидячи        | Роман Пєтушков · Росія                            | Олексій Биченок · Росія                                   | Григорій Муригін · Росія                                                                              |
| 12,5 км, стоячи        | Азат Карачурін · Росія                            | Нільс Ерік Ульсет · Норвегія                              | Марк Арендс · Канада                                                                                  |
| 12,5 км, з вадами зору | Віталій Лук'яненко · гайд — Борис Бабар · Україна | Микола Полухін · гайд — Андрій Токарєв · Росія            | Василь Шапциабой · гайд — Михайло Лебедєв · Білорусь                                                  |
| 15 км, сидячи          | Роман Пєтушков · Росія                            | Григорій Муригін · Росія                                  | Олександр Давидович · Росія                                                                           |
| 15 км, стоячи          | Григорій Вовчинський · Україна                    | Нільс Ерік Ульсет · Норвегія                              | Кирило Михайлов · Росія                                                                               |
| 15 км, з вадами зору   | Микола Полухін · гайд — Андрій Токарєв · Росія    | Анатолій Ковалевський · гайд — Олександр Мукшин · Україна | Віталій Лук'яненко · гайд — Борис Бабар · Україна · Станіслав Чохлаєв · гайд — Максим Пирогов · Росія |

### Жінки
| Дисципліна             | Золото                                           | Срібло                                           | Бронза                                            |
| 6 км, сидячи           | Андреа Ескау · Німеччина                         | Світлана Коновалова · Росія                      | Олена Юрковська · Україна                         |
| 6 км, стоячи           | Олена Кауфман · Росія                            | Анна Міленіна · Росія                            | Юлія Батенкова · Україна                          |
| 6 км, з вадами зору    | Михайлина Лисова · гайд — Олексій Іванов · Росія | Юлія Будалеєва · гайд — Тетяна Мальцева · Росія  | Оксана Шишкова · гайд — Лада Нестеренко · Україна |
| 10 км, сидячи          | Аня Вікер · Німеччина                            | Світлана Коновалова · Росія                      | Людмила Павленко · Україна                        |
| 10 км, стоячи          | Олена Кауфман · Росія                            | Олександра Кононова · Україна                    | Наталія Братюк · Росія                            |
| 10 км, з вадами зору   | Михайлина Лисова · гайд — Олексій Іванов · Росія | Юлія Будалеєва · гайд — Тетяна Мальцева · Росія  | Оксана Шишкова · гайд — Лада Нестеренко · Україна |
| 12,5 км, сидячи        | Світлана Коновалова · Росія                      | Аня Вікер · Німеччина                            | Олена Юрковська · Україна                         |
| 12,5 км, стоячи        | Олександра Кононова · Україна                    | Олена Кауфман · Росія                            | Наталія Братюк · Росія                            |
| 12,5 км, з вадами зору | Юлія Будалеєва · гайд — Тетяна Мальцева · Росія  | Михайлина Лисова · гайд — Олексій Іванов · Росія | Оксана Шишкова · гайд — Лада Нестеренко · Україна |

## Медальний залік
| Місце  | Країна    | Золото | Срібло | Бронза | Всього |
| ------ | --------- | ------ | ------ | ------ | ------ |
| 1      | Росія     | 8      | 8      | 3      | 19     |
| 2      | Україна   | 2      | 2      | 5      | 9      |
| 3      | Німеччина | 2      | -      | -      | 2      |
| 4      | Канада    | -      | 1      | 1      | 2      |
| 5      | Норвегія  | -      | 1      | -      | 1      |
| 6      | Білорусь  | -      | -      | 2      | 2      |
| 7      | Японія    | -      | -      | 1      | 1      |
| Всього | Всього    | 12     | 12     | 12     | 36     |